# 시모조 요시아키
시모조 요시아키(일본어: 下條 佳明, 1954년 5월 10일 ~ )는 일본의 전 축구 선수, 감독이다.

## 구단 경력
1978년부터 1984년까지 닛산 자동차에서 뛰었다. 1983년에 천황배 우승을 차지하였다.

## 지도자 경력
은퇴 후에는 닛산 자동차의 코치를 거쳐, 1992년부터 1994년까지 닛산 FC 레이디스에서 감독을 맡았다. 2001년과 2002년 요코하마 F. 마리노스에서 감독을 맡았다.